# Doubabougou
Doubabougou is een gemeente (commune) in de regio Koulikoro in Mali. De gemeente telt 9900 inwoners (2009).
De gemeente bestaat uit de volgende plaatsen:
- Dogoba
- Doubabougou
- Kénenkou
- Kodougou
- Mamaribougou
- Niantiguila
- Sirado